# Belkheir
Belkheir (em árabe: بلخير) é uma cidade e comuna localizada na província de Guelma, Argélia. Segundo o censo de 2008, a população total da cidade era de 17 649 habitantes.